# 北美电话区号209
电话区号209是北美电话区号计划中覆盖加利福尼亚州的电话区号，于1957年10月26日由区号916分拆而来。该区号覆盖斯托克顿、莫德斯托、特洛克、美熹德、温顿、阿特沃特、利文斯顿、曼特卡、里彭、特雷西、洛迪、高尔特、索诺拉、洛斯巴诺斯、圣安德烈亚斯、马里波萨和优胜美地、聖華金谷北部（加州中央谷地的一部分）以及塞拉丘陵。
1998年，该区号原覆盖的南部区域重新分拆成区号559。

## 县
该区号覆盖的县有：
阿尔派恩县、阿马多尔县、卡拉韦拉斯县、埃尔多拉多县、马里波萨县、默塞德縣、沙加緬度郡、聖華金縣、斯坦尼斯劳斯县、图奥勒米县。